# Berliner Tageblatt

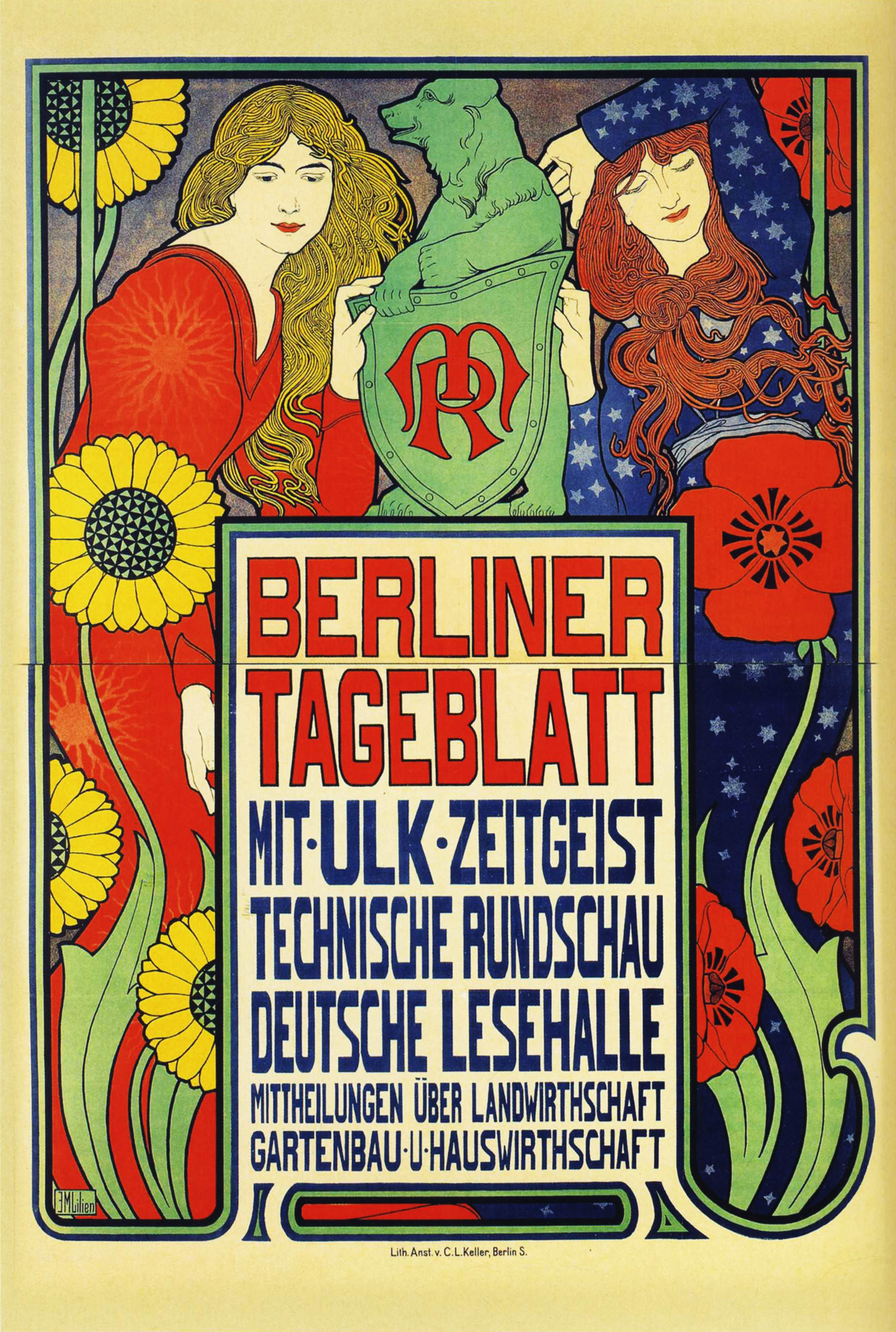
Reclame voor het Berliner Tageblatt uit 1899

Het Berliner Tageblatt ("Berlijns Dagblad") was een Duitse krant. De eerste uitgave verscheen op 1 januari 1872 op initiatief van Rudolf Mosse, die daarmee het fundament voor het eerste krantenconcern in Duitsland legde. In het begin was de krant alleen bedoeld voor zakelijke annonces, maar het Tageblatt ontwikkelde zich gaandeweg tot een echte krant. Vanaf 1906 tot aan de Gleichschaltung in 1933 stond de krant onder het bewind van Theodor Wolff, die ook de Deutsche Demokratische Partei oprichtte. Andere medewerkers waren Kurt Tucholsky, die hoofdredacteur van de satirische bijlage Ulk ("schalk") was en regelmatig feuilletons bijdroeg, net als Erich Kästner.
Op drie maart 1933 werd Theodor Wolff, die na de Rijksdagbrand naar het buitenland was gevlucht, ontslagen. Op tien maart volgde een publicatieverbod van drie dagen op grond van de Verordnung des Reichspräsidenten zum Schutz von Volk und Staat, waarna een SA-functionaris de dagelijkse leiding overnam. Het concern, dat inmiddels in handen was van de zoon van de oprichter, Hans Lachmann-Mosse, verkeerde bovendien door al te forse overnames in financieel zwaar weer en de eigenaar gaf de leiding van het dagblad in handen van vertrouwde medewerkers en droeg het eigendom ervan over aan een stichting.
De krant werd tot 1939 uitgegeven en een groep rond de journalist Paul Scheffer probeerde de persvrijheid nog enigszins te handhaven terwijl propagandaminister Joseph Goebbels de krant, die in het buitenland een goede reputatie had, als vijgenblad gebruikte. De laatste uitgave verscheen uiteindelijk op 31 januari 1939.